# اپیچاتپونگ ویراستاکول
اپیچاتپونگ ویراستاکول (به انگلیسی: Apichatpong Weerasethakul) (زاده ۱۹۷۰) فیلم‌نامه‌نویس و کارگردان اهل تایلند است.
او موفق به کسب جایزه نخل طلا از جشنواره فیلم کن برای فیلم عمو بونمی زندگی‌های گذشته‌اش را به یاد می‌آورد در سال ۲۰۱۰ میلادی شده‌است. از دیگر آثار او می‌توان به گورستان شکوه، بیماری گرمسیری، ارادتمند شما و سندرم و یک قرن اشاره نمود.

## زندگی‌نامه
اپیچاتپونگ ویراستاکول در شهر بانکوک در یک خانواده بودایی به دنیا آمد. پدر و مادر او هر دو پزشک بودند و او بیشتر ایام کودکیش را در بیمارستان گذراند. به همین بیمارستان یکی از متداول‌ترین لوکیشن فیلم‌های اوست.
اپیچاتپونگ مدرک کارشناسی را در رشته معماری از دانشگاهی در تایلند دریافت کرد و مدرک کارشناسی ارشد خود را در رشته فیلمسازی از مدسه هنر شیکاگو گرفت. او در این زمان فیلم‌های زیادی از سینمای موج نوی تایوان و ایران مشاهده کرد و تحت تأثیر این جریان‌های فیلم‌سازی قرار گرفت.
وی برنده جایزه آرتس موندی ۲۰۱۹ است.

## فیلم‌شناسی
| سال  | عنوان                                       | جوایز                                      | یادداشت                          |
| ---- | ------------------------------------------- | ------------------------------------------ | -------------------------------- |
| ۲۰۰۲ | ارادتمند شما                                | جایزه بهترین فیلم بخش نوعی نگاه جشنواره کن |                                  |
| ۲۰۰۴ | بیماری گرمسیری                              | جایزه هیئت داوران جشنواره کن               |                                  |
| ۲۰۰۶ | سندروم و یک قرن                             |                                            | فیلم توسط حکومت تایلند سانسور شد |
| ۲۰۱۰ | عمو بونمی زندگی‌های گذشته‌اش را به یاد می‌آورد | نخل طلای جشنواره کن                        |                                  |
| ۲۰۱۵ | گورستان شکوه                                |                                            |                                  |
| ۲۰۲۱ | خاطرات                                      | جایزه هیئت داوران جشنواره کن               |                                  |